# Doxocopa angelica
Doxocopa angelica är en fjärilsart som beskrevs av Hans Fruhstorfer 1907. Doxocopa angelica ingår i släktet Doxocopa och familjen praktfjärilar. Inga underarter finns listade i Catalogue of Life.